# 羊恕
羊恕（1956年2月29日—2007年5月3日），台灣小說家，本名夏家浦，生於高雄市，原籍中國湖南益陽，海軍官校專科班畢業，曾任軍中週刊《台北之夜》總編輯。小說《刀瘟》曾在1989年改編成電影。

## 作品
- 《刀瘟》（1989年）
- 《太平市場大事紀》（1990年）
- 《百年孤寂的台灣民主國》（1996年）